# Oberösterreichischer Fußballverband
Der Oberösterreichische Fußballverband (OFV) ist die Dachorganisation aller Fußball-Vereine in Oberösterreich. Der OFV ist ordentliches Mitglied des Österreichischen Fußball-Bundes (ÖFB) und dessen Satzungen unterstellt.
Der Oberösterreichische Fußballverband ist für die Organisation der Männer-Fußball-Meisterschaften in den einzelnen oberösterreichischen Spielklassen ab der OÖ Liga und der Frauen-Fußball-Meisterschaften in den einzelnen oberösterreichischen Spielklassen ab der OÖ Frauenliga verantwortlich. Außerdem richtet der OFV den Oberösterreichischen Fußballcup und den OÖ Ladies Cup sowie die Hallen-Landesmeisterschaften und diverse Nachwuchsbewerbe aus. Gemeinsam mit dem Kärntner Fußballverband und dem Steirischen Fußballverband organisiert der OFV die Regionalliga Mitte.

## Verband
Sitz des OFV ist in Linz. An der Spitze des Verbands steht derzeit Gerhard Götschhofer als Präsident. Unterstützt wird der Präsident vom Landesdirektor und weiteren, nach Fachbereichen gegliederten, Direktionen für Entwicklung & Strategie, Marketing & PR sowie Sport.
Der aus Vereinsvertretern und Fachreferenten zusammengesetzte Vorstand bildet das Entscheidungsgremium des Verbands. Daneben existieren für die Fachbereiche Finanzen & Organisation, Recht & Struktur, Sport, Infrastruktur, Spielbetrieb, Schiedsrichter und Zukunft einzelne Kommissionen.

## Ligen des OFV
Der OFV ist für die Organisation der oberösterreichischen Ligen im Frauen- und Männer-Fußball verantwortlich.

### Männer
Der OFV organisiert alle Männer-Fußball-Ligen in Oberösterreich beginnend mit der OÖ Liga (Stufe 4 im österreichischen Fußball-Ligasystem). Jede Mannschaft unterhalb der OÖ Liga darf ein 1b-Team an der Meisterschaft anmelden, welches mit den anderen 1b-Teams der entsprechenden Liga in einer eigenen 1b-Liga spielt. Die 1b-Teams der höherklassigen Vereine nehmen an der regulären Meisterschaft teil.
| Stufe | Ligasystem des Oberösterreichischen Fußballverbandes (Männer) | Ligasystem des Oberösterreichischen Fußballverbandes (Männer) | Ligasystem des Oberösterreichischen Fußballverbandes (Männer) | Ligasystem des Oberösterreichischen Fußballverbandes (Männer) | Ligasystem des Oberösterreichischen Fußballverbandes (Männer) | Ligasystem des Oberösterreichischen Fußballverbandes (Männer) | Ligasystem des Oberösterreichischen Fußballverbandes (Männer) | Ligasystem des Oberösterreichischen Fußballverbandes (Männer) | Ligasystem des Oberösterreichischen Fußballverbandes (Männer) | Ligasystem des Oberösterreichischen Fußballverbandes (Männer) | Ligasystem des Oberösterreichischen Fußballverbandes (Männer) | Ligasystem des Oberösterreichischen Fußballverbandes (Männer) | Ligasystem des Oberösterreichischen Fußballverbandes (Männer) | Ligasystem des Oberösterreichischen Fußballverbandes (Männer) | Ligasystem des Oberösterreichischen Fußballverbandes (Männer) | Ligasystem des Oberösterreichischen Fußballverbandes (Männer) | Ligasystem des Oberösterreichischen Fußballverbandes (Männer) | Ligasystem des Oberösterreichischen Fußballverbandes (Männer) | Ligasystem des Oberösterreichischen Fußballverbandes (Männer) | Ligasystem des Oberösterreichischen Fußballverbandes (Männer) | Ligasystem des Oberösterreichischen Fußballverbandes (Männer) | Ligasystem des Oberösterreichischen Fußballverbandes (Männer) | Ligasystem des Oberösterreichischen Fußballverbandes (Männer) | Ligasystem des Oberösterreichischen Fußballverbandes (Männer) |
| 4     | OÖ Liga 16 Vereine                                            | OÖ Liga 16 Vereine                                            | OÖ Liga 16 Vereine                                            | OÖ Liga 16 Vereine                                            | OÖ Liga 16 Vereine                                            | OÖ Liga 16 Vereine                                            | OÖ Liga 16 Vereine                                            | OÖ Liga 16 Vereine                                            | OÖ Liga 16 Vereine                                            | OÖ Liga 16 Vereine                                            | OÖ Liga 16 Vereine                                            | OÖ Liga 16 Vereine                                            | OÖ Liga 16 Vereine                                            | OÖ Liga 16 Vereine                                            | OÖ Liga 16 Vereine                                            | OÖ Liga 16 Vereine                                            | OÖ Liga 16 Vereine                                            | OÖ Liga 16 Vereine                                            | OÖ Liga 16 Vereine                                            | OÖ Liga 16 Vereine                                            | OÖ Liga 16 Vereine                                            | OÖ Liga 16 Vereine                                            | OÖ Liga 16 Vereine                                            | OÖ Liga 16 Vereine                                            |
| 5     | Landesliga – Ost 14 Vereine                                   | Landesliga – Ost 14 Vereine                                   | Landesliga – Ost 14 Vereine                                   | Landesliga – Ost 14 Vereine                                   | Landesliga – Ost 14 Vereine                                   | Landesliga – Ost 14 Vereine                                   | Landesliga – Ost 14 Vereine                                   | Landesliga – Ost 14 Vereine                                   | Landesliga – Ost 14 Vereine                                   | Landesliga – Ost 14 Vereine                                   | Landesliga – Ost 14 Vereine                                   | Landesliga – Ost 14 Vereine                                   | Landesliga – West 14 Vereine                                  | Landesliga – West 14 Vereine                                  | Landesliga – West 14 Vereine                                  | Landesliga – West 14 Vereine                                  | Landesliga – West 14 Vereine                                  | Landesliga – West 14 Vereine                                  | Landesliga – West 14 Vereine                                  | Landesliga – West 14 Vereine                                  | Landesliga – West 14 Vereine                                  | Landesliga – West 14 Vereine                                  | Landesliga – West 14 Vereine                                  | Landesliga – West 14 Vereine                                  |
| 6     | Bezirksliga – Nord 14 Vereine                                 | Bezirksliga – Nord 14 Vereine                                 | Bezirksliga – Nord 14 Vereine                                 | Bezirksliga – Nord 14 Vereine                                 | Bezirksliga – Nord 14 Vereine                                 | Bezirksliga – Nord 14 Vereine                                 | Bezirksliga – Ost 14 Vereine                                  | Bezirksliga – Ost 14 Vereine                                  | Bezirksliga – Ost 14 Vereine                                  | Bezirksliga – Ost 14 Vereine                                  | Bezirksliga – Ost 14 Vereine                                  | Bezirksliga – Ost 14 Vereine                                  | Bezirksliga – Süd 14 Vereine                                  | Bezirksliga – Süd 14 Vereine                                  | Bezirksliga – Süd 14 Vereine                                  | Bezirksliga – Süd 14 Vereine                                  | Bezirksliga – Süd 14 Vereine                                  | Bezirksliga – Süd 14 Vereine                                  | Bezirksliga – West 14 Vereine                                 | Bezirksliga – West 14 Vereine                                 | Bezirksliga – West 14 Vereine                                 | Bezirksliga – West 14 Vereine                                 | Bezirksliga – West 14 Vereine                                 | Bezirksliga – West 14 Vereine                                 |
| 7     | 1. Liga – Nord 14 Vereine                                     | 1. Liga – Nord 14 Vereine                                     | 1. Liga – Nord 14 Vereine                                     | 1. Liga – Nordwest 14 Vereine                                 | 1. Liga – Nordwest 14 Vereine                                 | 1. Liga – Nordwest 14 Vereine                                 | 1. Liga – Nordost 14 Vereine                                  | 1. Liga – Nordost 14 Vereine                                  | 1. Liga – Nordost 14 Vereine                                  | 1. Liga – Ost 14 Vereine                                      | 1. Liga – Ost 14 Vereine                                      | 1. Liga – Ost 14 Vereine                                      | 1. Liga – Mitte 14 Vereine                                    | 1. Liga – Mitte 14 Vereine                                    | 1. Liga – Mitte 14 Vereine                                    | 1. Liga – Mittewest 14 Vereine                                | 1. Liga – Mittewest 14 Vereine                                | 1. Liga – Mittewest 14 Vereine                                | 1. Liga – Süd 14 Vereine                                      | 1. Liga – Süd 14 Vereine                                      | 1. Liga – Süd 14 Vereine                                      | 1. Liga – Südwest 14 Vereine                                  | 1. Liga – Südwest 14 Vereine                                  | 1. Liga – Südwest 14 Vereine                                  |
| 8     | 2. Liga – Nordmitte 13 Vereine                                | 2. Liga – Nordmitte 13 Vereine                                | 2. Liga – Nordost 13 Vereine                                  | 2. Liga – Nordost 13 Vereine                                  | 2. Liga – Nordwest 13 Vereine                                 | 2. Liga – Nordwest 13 Vereine                                 | 2. Liga – Ost 13 Vereine                                      | 2. Liga – Ost 13 Vereine                                      | 2. Liga – Mitte 14 Vereine                                    | 2. Liga – Mitte 14 Vereine                                    | 2. Liga – Mitteost 13 Vereine                                 | 2. Liga – Mitteost 13 Vereine                                 | 2. Liga – Mittewest 13 Vereine                                | 2. Liga – Mittewest 13 Vereine                                | 2. Liga – Süd 13 Vereine                                      | 2. Liga – Süd 13 Vereine                                      | 2. Liga – Südost 13 Vereine                                   | 2. Liga – Südost 13 Vereine                                   | 2. Liga – Südwest 13 Vereine                                  | 2. Liga – Südwest 13 Vereine                                  | 2. Liga – West 14 Vereine                                     | 2. Liga – West 14 Vereine                                     | 2. Liga – Westnord 13 Vereine                                 | 2. Liga – Westnord 13 Vereine                                 |

### Frauen
Der OFV organisiert alle Frauen-Fußball-Ligen in Oberösterreich beginnend mit der OÖ Frauenliga (Stufe 3 im österreichischen Frauen-Fußball-Ligasystem). Nebenbei gibt es noch die sogenannten Mädchenligen für Jugendmannschaften. Die 1b-Teams höherklassiger Vereine nehmen an der regulären Frauen-Meisterschaft teil.
| Stufe | Ligasystem des Oberösterreichischen Fußballverbandes (Frauen) | Ligasystem des Oberösterreichischen Fußballverbandes (Frauen) | Ligasystem des Oberösterreichischen Fußballverbandes (Frauen) | Ligasystem des Oberösterreichischen Fußballverbandes (Frauen) | Ligasystem des Oberösterreichischen Fußballverbandes (Frauen) | Ligasystem des Oberösterreichischen Fußballverbandes (Frauen) |
| ----- | ------------------------------------------------------------- | ------------------------------------------------------------- | ------------------------------------------------------------- | ------------------------------------------------------------- | ------------------------------------------------------------- | ------------------------------------------------------------- |
| 3     | OÖ Frauenliga 10 Vereine                                      | OÖ Frauenliga 10 Vereine                                      | OÖ Frauenliga 10 Vereine                                      | OÖ Frauenliga 10 Vereine                                      | OÖ Frauenliga 10 Vereine                                      | OÖ Frauenliga 10 Vereine                                      |
| 4     | Frauenklasse – OÖ Ost 10 Vereine                              | Frauenklasse – OÖ Ost 10 Vereine                              | Frauenklasse – OÖ Mitte 9 Vereine                             | Frauenklasse – OÖ Mitte 9 Vereine                             | Frauenklasse – OÖ West 8 Vereine                              | Frauenklasse – OÖ West 8 Vereine                              |
| 5     | — — —                                                         | — — —                                                         | — — —                                                         | — — —                                                         | Frauen-Regionsliga – Hausruckviertel 9 Vereine                | Frauen-Regionsliga – Innviertel 9 Vereine                     |

## OFV-Vereine in höheren Ligen
Oberhalb der OÖ Liga bzw. der OÖ Frauenliga werden die Ligen nicht (nur) vom OFV organisiert und es nehmen Vereine aus mehreren Teilverbänden des ÖFB teil. Vom OFV sind folgende Vereine in diesen Ligen vertreten.

### Männer
| Bundesliga                       |
| -------------------------------- |
| LASK (seit 2017/18)              |
| FC Blau-Weiß Linz (seit 2023/24) |

| 2. Liga                |
| ---------------------- |
| SV Ried (seit 2023/24) |

| Regionalliga Mitte               |
| -------------------------------- |
| SK Vorwärts Steyr (seit 2023/24) |
| Union Gurten (seit 2014/15)      |
| LASK Amateure OÖ (seit 2022/23)  |
| SV Ried II (seit 2019/20)        |
| WSC Hertha Wels (seit 2018/19)   |
| Union Vöcklamarkt (seit 2017/18) |
| ASKÖ Oedt (seit 2024/25)         |
| SV Wallern (seit 2023/24)        |

### Frauen
| ÖFB Frauen-Bundesliga             |
| --------------------------------- |
| Union Kleinmünchen (seit 2022/23) |

| 2. Liga                         |
| ------------------------------- |
| Union Geretsberg (seit 2006/07) |
|                                 |

## Titel von OFV-Vereinen
Nationale Titel bei den Männern konnten bisher drei OFV-Vereine gewinnen. Bei den Frauen gelang dieses Kunststück bisher nur Union Kleinmünchen. Kleinmünchen ist auch der erfolgreichste OFV-Vereine auf nationaler Ebene.

### Männer
| österreichische Fußballmeister |
| ------------------------------ |
| 1 × Linzer ASK (1965)          |
| 1 × SK VÖEST Linz (1974)       |

| österreichische Fußballcupsieger |
| -------------------------------- |
| 2 × SV Ried (1998, 2011)         |
| 1 × Linzer ASK (1965)            |

| österreichische Fußball-Amateurstaatsmeister |
| -------------------------------------------- |
| 1 × Linzer ASK (1931)                        |

### Frauen
| österreichische Frauen-Fußballmeister                                   |
| ----------------------------------------------------------------------- |
| 8 × Union Kleinmünchen (1990, 1991, 1992, 1993, 1994, 1996, 1998, 1999) |

| österreichische Frauen-Fußballcupsieger                     |
| ----------------------------------------------------------- |
| 6 × Union Kleinmünchen (1991, 1993, 1995, 1996, 1998, 1999) |